# دیمیترو استویکو
دیمیترو استویکو (انگلیسی: Dmytro Stoyko؛ زادهٔ ۳ فوریهٔ ۱۹۷۵) بازیکن فوتبال اهل اتحاد جماهیر شوروی سوسیالیستی است.
از باشگاه‌هایی که در آن بازی کرده‌است می‌توان به باشگاه فوتبال تاوریا سیمفروپول و باشگاه فوتبال فورسکلا پولتاوا اشاره کرد.